# Microwave Vision
Microwave Vision (MVG) est un groupe coté sur le marché français Euronext Growth.   
Son siège social est situé dans le parc d'activités de Courtabœuf, au cœur du pôle technologique Paris-Saclay. 

## Histoire
Ce groupe résulte de la fusion de la société française SATIMO,  et des sociétés américaines Orbit/FR et AEMI, qui a eu lieu en 2008. Le groupe s'est accru en 2012 à la suite de l'acquisition de l'entreprise anglaise, fabricant de chambres anéchoïques, Rainford EMC. 

## Activité
Microwave Vision est spécialisé dans la conception, la fabrication et la commercialisation de systèmes de test et de mesure d'antennes à balayage électronique destinés à visualiser en temps réel des ondes électromagnétiques et de ses équipements dédiés. 
Les produits du groupe sont utilisés essentiellement dans les domaines de l'aéronautique et de la défense (53 % du CA) et des radio et télécommunications (47 %). 
Le CA par famille de produits se répartit comme suit :
- Systèmes de mesure d'antennes : 79 %
- Contrôle environnemental et industriel : 3 %
- EMC : 18 %

La répartition géographique du CA 2019 est la suivante : Europe (33 %), Amérique du Nord (36 %) et Asie (31 %).

## Dirigeants
- Président du conseil d'administration et PDG : Philippe Garreau